# Wolfgang Hager (Uhrmacher)
Wolfgang Hager (* Januar 1602 in Steyr; † 4. Januar 1674 in Arnstadt) war ein deutscher Uhrmacher.

## Leben und Werk
Wolfgang Hager wurde Anfang Januar 1602 in Steyr (Österreich) als Sohn des Scherschmiedemeisters Stephan Hager und der Frau Katharina, geborene Huber, geboren. Am 17. Januar 1602 wurde er getauft. 1616 Beginn einer sechsjährigen Lehrzeit in Stayer bei dem 1582 in Augsburg geborenen Kleinuhrmachermeister Daniel Scheyrer.
1622 bis 1625 arbeitete er bei seinem Lehrherrn als Geselle. 1625 ging Wolfgang Hager auf Reisen nach Landshut, München und Augsburg. In Augsburg ließ er sich als Kleinuhrmacher nieder.
Eigentlich wollte er im Jahr 1627 von Augsburg nach Straßburg ziehen. Vorher erreichte ihn aber ein Schreiben des Grafen Günther von Schwarzburg, in dem dieser ihn aufforderte, sich in seine Dienste nach Arnstadt zu begeben. Wolfgang Hager folgte diese Aufforderung und trat noch im selben Jahr seinen Dienst auf dem Schloss Neideck als Hofkleinuhrmacher an. Am 12. Februar 1628 erwarb er das Bürgerrecht. 1634 gab er den Hofdienst beim Grafen auf, ließ sich in der Stadt nieder und kaufte drei Jahre darauf ein Haus in der Zimmergasse.
Am 11. November 1638 heiratete er Katharina Wagner, Tochter des Gastwirts „Zum halben Mond“ auf dem Riedplatz in Arnstadt. Das Ehepaar hatte zwei Kinder, Michael Tobias (* 24. September 1639) und Wolfgang jun. (* 17. Oktober 1643), beide später auch bekannte Uhrmacher.
Von 1638 übernahm er die Wartung der städtischen Uhren (d. h. der Rathausuhr und der 1574–75 erbauten Uhr auf dem Riedtor) für 20 Taler jährlich. Im Jahre 1660 musste er dieses Amt aus Altersgründen aufgeben. Am 4. Januar 1674 starb Wolfgang Hager in Arnstadt.

## Erhaltene Uhren

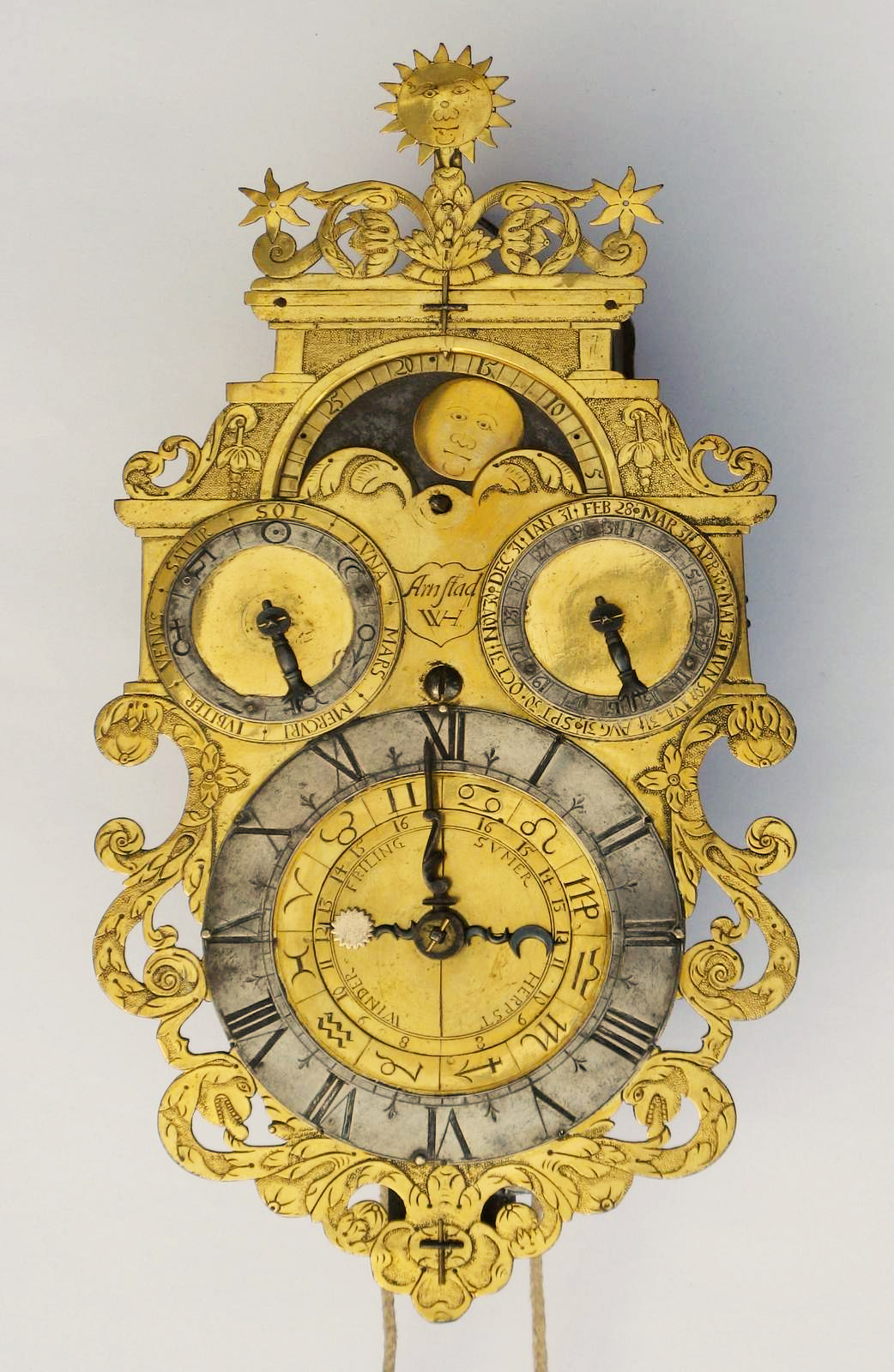
Wanduhr mit Spindelhemmung (Pendel auf der Rückseite) und astronomischen Indikationen
(um 1670)

Von Wolfgang Hager sind nur wenige Uhren bekannt.
- 1628, Türmchenuhr (Privatbesitz)[2]
- um 1630, Wanduhr mit einer Kreuzschlaghemmung und astronomischen Indikationen[3] (British Museum)
- um 1670, Wanduhr mit Spindelhemmung, Pendel und astronomischen Indikationen (Privatbesitz)